# Timon pater
Timon pater là một loài thằn lằn trong họ Lacertidae. Loài này được Lataste mô tả khoa học đầu tiên năm 1880.

## Hình ảnh

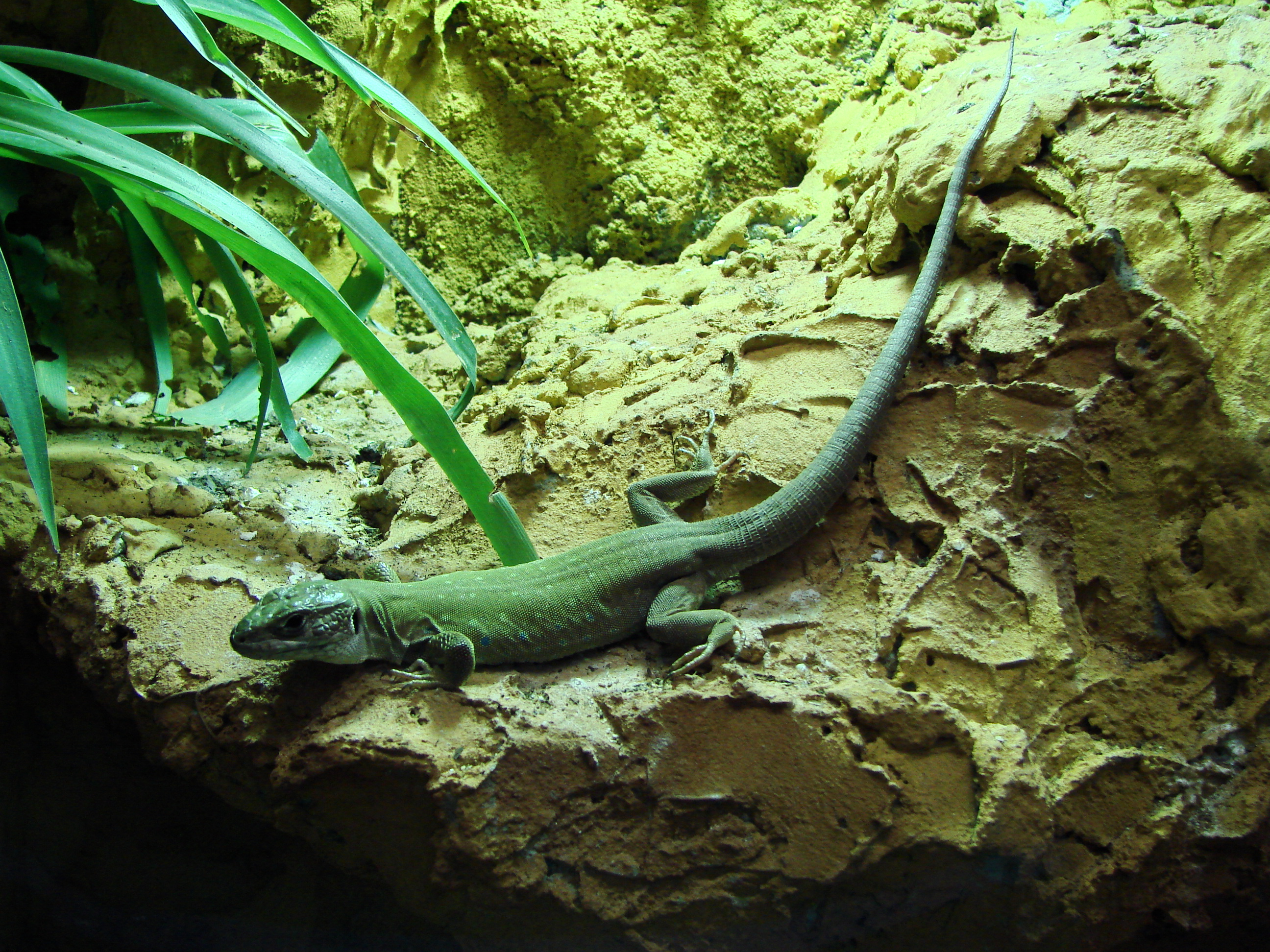
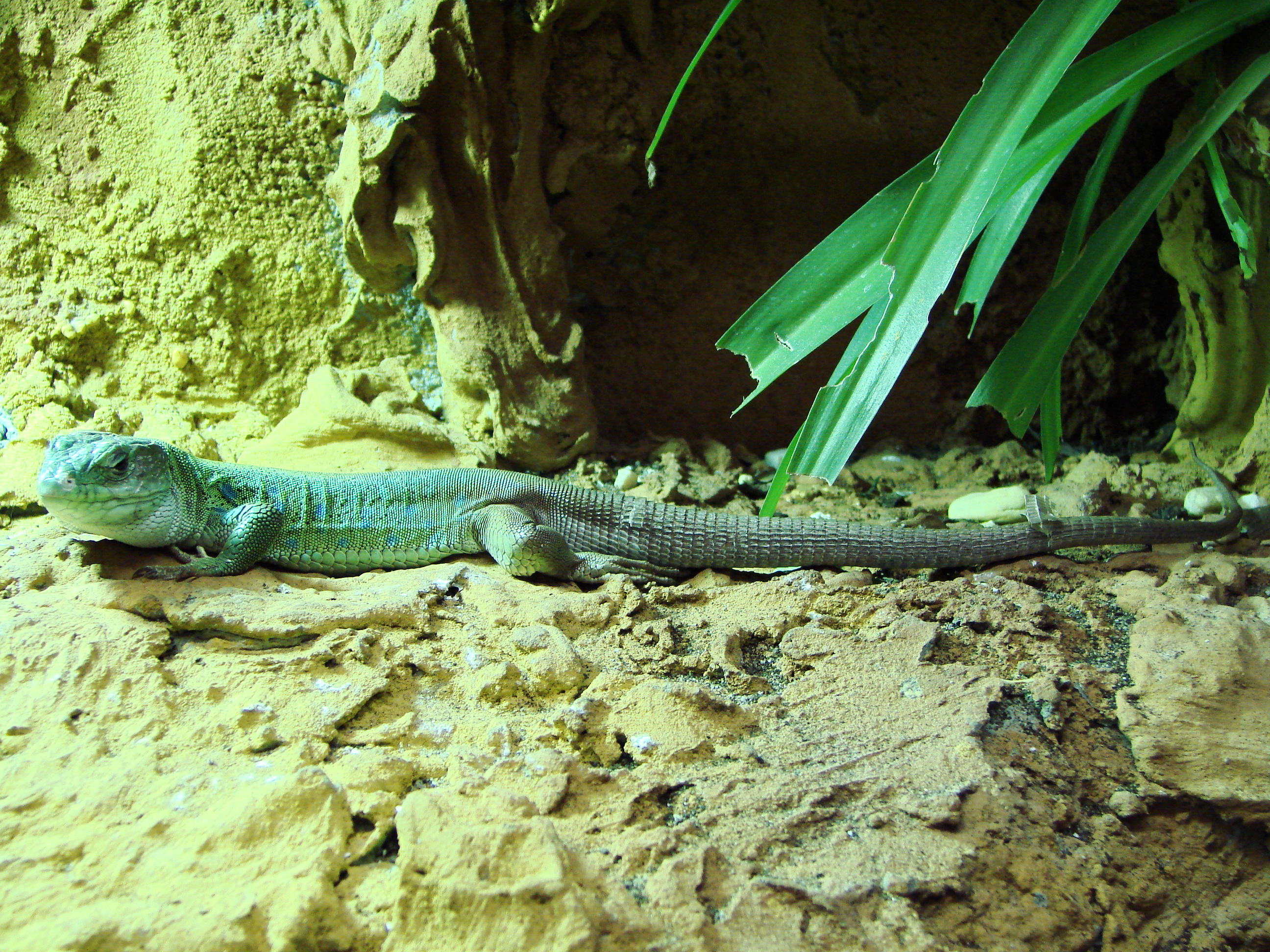